# José María Yazpik

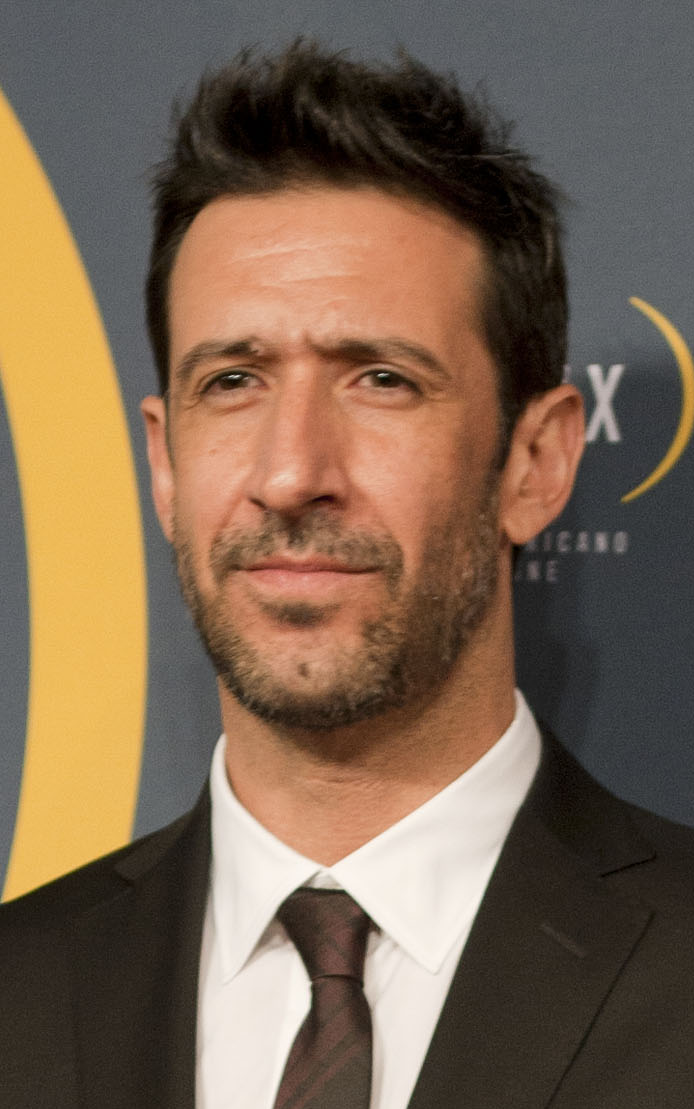
José María Yazpik

José María Yazpik (geboren am 13. November 1970) ist ein mexikanischer Schauspieler.

## Biographie
Yazpik wurde als Sohn eines Gynäkologen, Dr. José María Meza, und Cristina Yazpik in eine wohlhabende Familie in Mexiko-Stadt geboren. Er hat libanesisches Blut auf der Seite seiner Mutter. Er hat zwei Geschwister, Carlos und Cristina. Obwohl die wirtschaftliche Situation seiner Familie hervorragend war, entschied sich Dr. Meza, mit der ganzen Familie nach San Diego, Kalifornien, in die Vereinigten Staaten zu ziehen. Er bekam ein Büro in Tijuana, der Grenzstadt zwischen den beiden Ländern und der nächstgelegenen zu seinem Arbeitsort. Die Familie ließ sich in La Jolla nieder, einer der exklusivsten Gegenden in San Diego. Dort wurden die beiden Söhne in die örtliche Saint Augustine High School eingeschrieben, eine reine Jungenschule, die von Augustiner-Priestern geleitet wurde.
Dr. Meza hatte jedoch nicht den gleichen Erfolg wie in der mexikanischen Hauptstadt, so dass die Familie nach einem Jahr und als der Dollar im Vergleich zum mexikanischen Peso an Wert gewann, nach Tijuana umziehen musste und Frau Cristina das Familieneinkommen optimieren musste. José María und sein Bruder Carlos besuchten weiterhin die Schule in San Diego.
Er war schon immer ein schlechter Schüler gewesen, und in seinem letzten Schuljahr stand er kurz davor, wegen schlechter akademischer Leistungen und schlechtem Benehmen von der Schule verwiesen zu werden; nur seine Fähigkeit, Sport zu treiben, hatte ihn Jahre zuvor vor dem Rauswurf bewahrt. Auch José María befand sich in einer existenziellen Krise, weil er nicht wusste, was er mit seinem Leben anfangen wollte. Dann empfahl ihm ein Lehrer die Teilnahme an einer Schulaufführung. Der zukünftige Schauspieler war von dem Vorschlag begeistert und begann, Schauspielunterricht zu nehmen. Dank seiner Teilnahme an dem Theaterstück beendete er schließlich die Schule, ohne von der Schule verwiesen zu werden; die Lehrer waren von seinen theatralischen Fähigkeiten erstaunt und ließen ihn das Jahr beenden. Obwohl er die Schauspielerei weiterhin liebte, kehrte José María nach Tijuana zurück und begann ein Kommunikationsstudium an der Universidad Iberoamericana, das ihm aber nicht gefiel und das er nur die ersten drei Monate besuchte. Danach schrieb er sich für ein Jurastudium an der Universidad Autónoma de Baja California ein, während er am Theater der Schule mitwirkte. Auch er brach bald ab und war schließlich überzeugt, dass die Schauspielerei etwas für ihn war.
Sein erster Schauspieljob kam von einem Freund seines Vaters, der den Fernsehfilm El bruto contra el ángel de la muerte produzierte. Er zog nach Mexiko-Stadt und bewarb sich für ein Studium am Centro de Educación Artística (CEA) von Televisa, wurde angenommen und erhielt in seinem zweiten Jahr ein Stipendium. An der CEA hatte er als Klassenkameraden Arath de la Torre, Fabian Corres und Eduardo Arroyuelo. Nach seinem Abschluss wurden ihm kleinere Rollen in Jugendseifenopern von Televisa angeboten, die er lieber ablehnte, aber da der Exklusivitätsvertrag mit der Fernsehgesellschaft ihn dazu verpflichtete, alle Rollen anzunehmen, die sie ihm anboten, wurde er zwei Monate ohne Bezahlung bestraft, bis er 1995 seine erste größere Rolle im Fernsehen bekam, in der Seifenoper La paloma, die von Jose Rendon produziert wurde und deren Aufzeichnung aufgrund des tragischen Todes des Protagonisten, des Schauspielers Gerardo Hemmer, nicht beendet wurde.
Im folgenden Jahr wirkte sie in ihrer zweiten Telenovela, Canción de amor, produziert von Luis de Llano Macedo, und in dem Film Última llamada, unter der Regie von Carlos García Agraz, mit. 1997 nahm seine Karriere mit immer wichtigeren Fernsehauftritten Fahrt auf, denn er spielte die Rolle des jugendlichen Bösewichts in den Seifenopern Pueblo chico, infierno grande und Ángela, beide produziert von José Alberto Castro.
1999 verließ er Televisa endgültig aufgrund eines Vorschlags von Ana Urquidi, Casting-Direktorin von Argos, und so kam er in die Telenovela La vida en el espejo, mit Rebecca Jones, Gonzalo Vega und Sasha Sokol in den Hauptrollen. Dort spielte er den homosexuellen Sohn der ersten beiden. Bei Televisora del Ajusco knüpfte er Freundschaften mit mehreren Schauspielern, die er bis heute pflegt, darunter Jesus Ochoa, Martin Altomaro, Rodrigo Murray und Diego Luna.
Bei TV Azteca wirkte sie weiterhin in Telenovelas wie Todo por amor und Cara o cruz mit, ihre erste Hauptrolle. Währenddessen nahm seine Filmkarriere einen kometenhaften Aufschwung, als er in erfolgreichen Filmen wie La habitación azul, Sin ton ni Sonia, Nicotina und Las vueltas del citrillo mitwirkte, für den er den Ariel Award für die beste männliche Nebenrolle gewann. Außerdem wirkte er in zwei Filmen des spanischen Regisseurs Pedro Almodóvar mit: Hable con ella (2002) und La mala educación (2004).
2007 spielte er die Hauptrolle in dem Film El atentado von Jorge Fons, in dem er einen Jurastudenten und Anarchisten spielt, der betrunken und erfolglos versucht, sich das Leben von Porfirio Díaz zu nehmen.
2008 gelang ihm der Sprung nach Hollywood mit dem Film The Burning Plain, wo er sich die Credits mit Charlize Theron teilte. Er spielte auch in der Komödie Beverly Hills Chihuahua mit.
Im Jahr 2010 hatte er einen besonderen Auftritt in der historischen Serie Gritos de muerte y libertad, wo er Antonio López de Santa Anna spielte.
2012 wirkte er in dem Film Colosio: El asesinato mit, dem vierten Spielfilm von Carlos Bolado, in dem er den Ermittler Andrés spielte. Im selben Jahr verpflichtete ihn Pedro Almodóvar erneut als Co-Star in seinem nächsten Film, Los amantes pasajeros, der 2013 in die Kinos kam und in dem er sich die Hauptrolle mit dem spanischen Schauspieler Javier Cámara teilt.
Ab 2017 ist er in den Netflix-Serien Narcos und Narcos: Mexico in der Rolle des Amado Carrillo Fuentes, besser bekannt als „el señor de los cielos“, zu sehen.

## Persönliches
Er ist der Vater eines Mädchens namens Leonor mit der mexikanischen Schauspielerin Iliana Fox.

## Filmografie

### Kino
- 1996: Última llamada
- 2002: Sprich mit ihr
- 2002: The Blue Room
- 2003: Tiro de gracia
- 2003: Sin ton ni Sonia
- 2003: Shot of Grace
- 2004: Nicotina
- 2004: Schlechte Erziehung
- 2004: Crónicas
- 2004: Pata de gallo
- 2004: Voces inocentes
- 2005: Sueño
- 2006: Las vueltas del citrillo
- 2006: Solo Dios sabe
- 2006: Matapájaros
- 2006: Un mundo maravilloso
- 2006: Last Call
- 2007: Borderland
- 2007: Por siempre
- 2008: La hora cero
- 2008: Auf brennender Erde
- 2008: Beverly Hills Chihuahua
- 2008: Just Walking
- 2010: Abel
- 2010: El atentado
- 2012: Colosio: El asesinato
- 2012: Morelos
- 2012: El Santos vs. La Tetona Mendoza
- 2012: Tijuana, te amo
- 2013: Fliegende Liebende
- 2013: No sé si cortarme las venas o dejármelas largas
- 2013: Fighting for Freedom
- 2014: The Obscure Spring
- 2016: Mr. Pig
- 2017: Everybody Loves Somebody
- 2017: The Future Ahead
- 2019: Polvo
- 2023: Eureka
- 2024: Madame Web
- 2024: Apocalypse Z: The Beginning of the End
- 2024: Greedy People

### Fernsehen
- 1995: The Dove
- 1996: Song of Love
- 1997: Pueblo chico, infierno grande
- 1997: Ángela
- 1999: Life in the mirror
- 2000: All for Love
- 2002: Fidel
- 2002: Heads or Tails
- 2010: Cries of death and freedom
- 2017: Narcos
- 2018–2021: Narcos: Mexico